# Hatsuse (thiết giáp hạm Nhật)
Hatsuse (tiếng Nhật: 初瀬) là một thiết giáp hạm thế hệ tiền-dreadnought thuộc lớp thiết giáp hạm Shikishima của Hải quân Đế quốc Nhật Bản vào đầu thế kỷ 20, và là một trong số sáu thiết giáp hạm (Fuji, Yashima, Hatsuse, Shikishima, Asahi và Mikasa) đã hình thành nên hàng thiết giáp hạm chính của Nhật Bản trong cuộc Chiến tranh Nga-Nhật những năm 1904-1905. Hatsuse có một cuộc đời phục vụ ngắn ngủi khi bị đánh chìm vào năm 1904.

## Thiết kế và chế tạo
Tiếp theo sau cuộc Chiến tranh Thanh-Nhật (1894-1895) và bị buộc phải hoàn trả bán đảo Liêu Đông cho Trung Quốc dưới áp lực của Đế quốc Nga, Nhật Bản bắt đầu xây dựng sức mạnh quân sự để chuẩn bị cho những cuộc đối đầu trong tương lai. Đối với Hải quân, họ bắt đầu một chương trình mở rộng hải quân mười năm bằng việc đóng sáu thiết giáp hạm và sáu tàu tuần dương bọc thép làm hạt nhân.

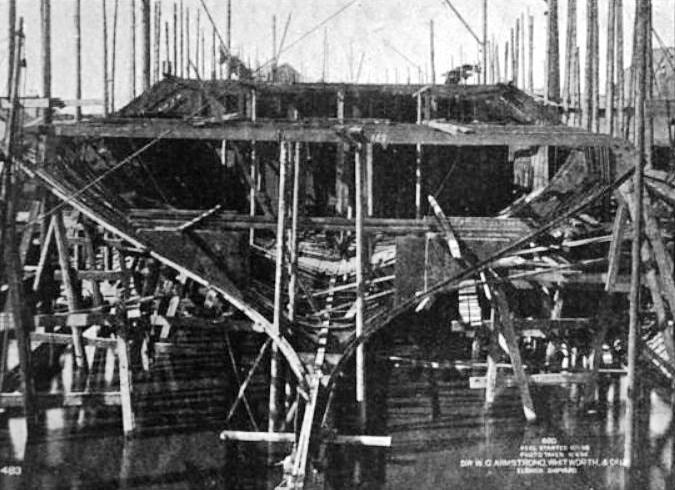
Hatsuse đang được chế tạo 3 tháng sau khi đặt lườn

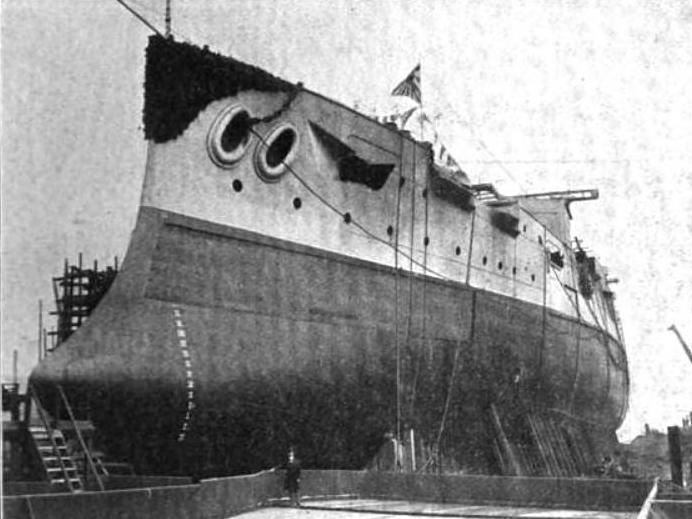
Hatsuse hoàn tất việc chế tạo và sẵn sàng để hạ thủy

được đặt hàng tại hãng Armstrong Whitworth tại xưởng đóng tàu Elswick tại Anh Quốc vào năm 1897. Nó được thiết kế bởi Phillip Watts, và về căn bản là một phiên bản cải tiến dựa trên lớp thiết giáp hạm Majestic của Hải quân Hoàng gia Anh Quốc. Được đặt lườn vào ngày 10 tháng 1 năm 1898, nó được hạ thủy vào ngày 27 tháng 6 năm 1899 và hoàn tất vào ngày 18 tháng 1 năm 1901. Trước khi quay trở về Nhật Bản, nó đại diện cho Nhật hoàng Minh Trị tại lễ tang của Nữ hoàng Victoria.

## Lịch sử hoạt động
Khi hạm đội Nhật Bản được tái tổ chức vào ngày 28 tháng 12 năm 1903, Hatsuse trở thành soái hạm của Hải đội 1, Phân hạm đội 1 của Hạm đội 1 Hải quân Đế quốc Nhật Bản, dưới quyền Chuẩn Đô đốc Nashiba Tokioki. Sau khi Chiến tranh Nga-Nhật nổ ra, người Nhật đã vây hãm Hải đội Viễn Đông Nga trong Lữ Thuận Khẩu (Port Arthur). Vào ngày 14 tháng 5 năm 1904, Đô đốc Nashiba ra khơi cùng với các thiết giáp hạm Hatsuse (soái hạm), Shikishima và Yashima, tàu tuần dương Kasagi và tàu phối thuộc Tatsuta để thay phiên cho lực lượng phong tỏa Nhật Bản. Sáng ngày 15 tháng 5, lực lượng Nhật Bản đi đến Encounter Rock và tiếp tục hành trình hướng Tây Bắc cho đến cách 15 dặm ngoài khơi cảng Lữ Thuận. Tại đây Nashiba chuyển sang tuần tra theo hướng Đông sang Bắc cắt ngang lối ra vào cảng. Hướng đi này đã đưa hạm đội vào ngay một bãi mìn do tàu rải mìn Nga Amur thả trước đó.
Lúc 10 giờ 50 phút, Hatsuse trúng phải một quả ngư lôi và bắt đầu bị nghiêng khi khoang động cơ lái bị ngập nước và ngăn động cơ bên mạn trái trở nên vô dụng. Chỉ vài phút sau, Yashima cũng trúng phải mìn và bị chìm sau đó. Đến 11 giờ 30 phút, Kasagi tiếp cận Hatsuse để trợ giúp, nhưng chiếc thiết giáp hạm đã bị nghiêng 4º. Một dây cáp được chuyển sang từ Kasagi, và Hatsuse bắt đầu được kéo khi nó trúng phải một quả mìn khác. Các ống khói và cột ăn-ten chính bị gảy, sàn trước bị bắn tung lên không, và nó chìm chỉ trong vòng một phút rưỡi. Tatsuta và Kasagi tìm cách cứu được Đô đốc Nashiba và thuyền trưởng Đại tá Nakao cùng 21 sĩ quan và 313 thủy thủ; tuy nhiên, 38 sĩ quan và 458 thủy thủ đã chìm theo con tàu ở tọa độ 38°37′B 121°20′Đ / 38,617°B 121,333°Đ.
Hatsuse được chính thức rút khỏi danh sách Đăng bạ Hải quân vào ngày 21 tháng 5 năm 1905.